# Objaw Ewarta
Objaw Ewarta (właściwie: objaw Bambergera-Pinsa-Ewarta) – objaw chorobowy opisany przez Williama Ewarta, świadczący o obecności płynu w worku osierdziowym.
Objaw Ewarta bada się, opukując klatkę piersiową pacjenta – gdy poniżej kąta łopatki lewej pojawia się pas stłumienia (powstały z ucisku podstawy płuca prawego przez płyn w worku osierdziowym), to objaw jest dodatni. Obecnie, dzięki postępowi metod diagnostycznych, objaw ten stracił na znaczeniu.